# Боски, Джованни Карло
Джованни Карло Боски (итал. Giovanni Carlo Boschi; 9 апреля 1715, Фаэнца, Папская область — 6 сентября 1788, Рим, Папская область) — итальянский куриальный кардинал и доктор обоих прав. Префект Папского Дома с сентября 1759 по 1761. Титулярный архиепископ Афин с 22 сентября 1760 по 21 июля 1766. Великий пенитенциарий с 1 сентября 1767 по 6 сентября 1788. Камерленго Священной Коллегии кардиналов с 8 марта 1773 по 28 февраля 1774. Про-префект Священной Конгрегации дисциплины монашествующих с января 1774 по ноябрь 1787. Кардинал-священник с 21 июля 1766, с титулом церкви Санти-Джованни-э-Паоло с 6 августа 1766 по 20 сентября 1784. Кардинал-священник с титулом церкви Сан-Лоренцо-ин-Лучина с 20 сентября 1784.